# École nationale supérieure d'hydraulique et de mécanique de Grenoble
 (mai 2017).
Si vous disposez d'ouvrages ou d'articles de référence ou si vous connaissez des sites web de qualité traitant du thème abordé ici, merci de compléter l'article en donnant les références utiles à sa vérifiabilité et en les liant à la section « Notes et références ».
L’ École nationale supérieure d'hydraulique et de mécanique de Grenoble (ENSHMG) était une école d’ingénieurs française qui délivrait une formation généraliste en mécanique ainsi que des enseignements de haut niveau en mécanique des fluides, en ingénierie mécanique, en hydraulique et sciences de l'environnement.
Elle est fondée en 1929 sous le nom d'École des ingénieurs hydrauliciens de Grenoble (EIH). Elle prend le nom d'ENSHMG en 1970 et fait partie de l’Institut national polytechnique de Grenoble (INPG). L’école se trouvait sur le campus universitaire de Saint-Martin-d'Hères.
À la rentrée 2008, l'école est scindée : un département a intégré l'École nationale supérieure de génie industriel (ENSGI) et le reste de l'école a fusionné avec l'École nationale supérieure d'ingénieurs électriciens de Grenoble (ENSIEG) pour former l'École nationale supérieure de l'énergie, l'eau et l'environnement (Ense³), appartenant au groupe Grenoble INP.

## La formation initiale à l’ENSHMG
L’école se divisait dès le deuxième semestre en deux départements :
- Ingénierie des Fluides et de la Mécanique (IFM)
- Hydraulique et Environnement (HE)

Dès la deuxième année, les élèves choisissaient parmi 7 options :
- Énergie et Procédés (IFM)
- Modélisation Numérique des Fluides et Solides (IFM)
- Conception Mécanique (IFM)
- Système de Production (IFM)
- Matériaux de Structure (IFM)
- Génie Hydraulique et Ouvrages (HE)
- Ressources en Eau et Aménagements (HE)